# Fizikalna kemija
Fizikalna kemija je naravoslovna znanost, ki s fizikalnimi zakoni in metodami preučuje makroskopske, mikroskopske, atomske, subatomske in druge pojave v kemijskih sistemih. Pri tem uporablja načela in koncepte termodinamike, kvantne kemije, statistične termodinamike in kemijske kinetike. Fizikalna kemija se torej ukvarja s preučevanjem povezav med mikroskopskimi in makroskopskimi značilnostmi snovi, na primer s preučevanjem vplivov medmolekularnih sil na plastičnost, natezno trdnost, površinsko napetost tekočin, vplivov reakcijske kinetike na hitrost kemijske reakcije, vplivov značilnosti ionov na električno prevodnost snovi itd.

## Zgodovina
Izraz »fizikalna kemija« je verjetno prvi uporabil Mihail Vasiljevič Lomonosov leta 1752 na univerzi v Sankt Peterburgu, kjer je imel niz predavanj z naslovom »Tečaj prave fizikalne kemije« (rusko Курс истинной физической химии).
Sodobna fizikalna kemija je nastala v obdobju od 1860 do 1880, v katerem so se začele raziskave na področju kemijske termodinamike, raztopin elektrolitov, kemijske kinetike in drugih področjih. Mejnik v razvoju fizikalne kemije je leto 1876, v katerem je Josiah Willard Gibbs objavil rezultate svojih raziskav »O ravnotežju heterogenih snovi«. Gibbs je prvi uporabil nekaj ključnih pojmov fizikalne kemije, na primer prosta energija, kemijski potencial, Gibbsovo fazno pravilo in entalpija, katero sicer pripisujejo Heikeju Kamerlinghu Onnesu.
Prva znanstvena publikacija, ki se je ukvarjala izključno s fizikalno kemijo, je bil nemški »Zeitschrift für physikalische Chemie«, ki sta ga leta 1887 ustanovila Wilhelm Ostwald in Jacobus Henricus van 't Hoff, vodilni osebnosti na področju fizikalne kemije v poznem 19. in zgodnjem 20. stoletju, v sodelovanju z Svantejem Augustom Arrheniusom. V letih 1901 do 1909 so vsi trije omenjeni znanstveniki dobili Nobelove nagrade za kemijo. 
V naslednjih desetletjih se je razvila statistična mehanika ter kemija koloidov in površin, za kar je imel velike zasluge Irving Langmuir. Drugi pomembni korak je bil razvoj kvantne mehanike po letu 1930, kjer je imel vodilno vlogo Linus Carl Pauling. Vzporedno z razvojem teorije je potekal tudi razvoj eksperimentalnih metod. Na tem področju so bile najpomembnejše vse vrste spektroskopije, na primer infra rdeča, mikrovalovna ter elektronska spinska (tudi paramagnetna) resonančna spektrometrija (ESR ali EPR ) in jedrska magnentna resonančna spektroskopija (NMR), ki spadata med najpomembnejša odkritja 20. stoletja.

## Glavna področja fizikalne kemije
- fotokemija
- termokemija
- kemijska kinetika
- kvantna kemija
- elektrokemija
- kemija površin
- kemija trdnega stanja
- spektroskopija
- znanost o materialih
- fizikalna organska kemija
- kemija membran